# Оскар (93-тя церемонія вручення)
93-тя церемонія вручення нагород премії «Оскар» Академії кінематографічних мистецтв і наук за досягнення в галузі кінематографа з 1 січня 2020 року до 28 лютого 2021 року пройшла 25 квітня 2021 року в театрі Долбі в Лос-Анджелесі, Каліфорнія, США.

## Інформація про церемонію
93-тя церемонія повинна була відбутися 28 лютого 2021 року, але через вплив пандемії COVID-19 на кінематограф перенесена на 25 квітня 2021 року. «Оскара» за всю історію було перенесено вже тричі: 1938 рік — повені в Лос-Анджелесі, 1968 — вбивство Мартіна Лютера Кінга та 1981 — спроба вбивства Рональда Рейгана.
Оголошено ряд змін у проведенні церемонії «Оскара».
- На прохання Звукового відділення категорію «Найкращий звук» та «Найкращий звуковий монтаж» об'єднали в одну категорію «Премія «Оскар» за найкращий звук». Кількість категорій скоротилася з 24 до 23[3].
- Лише для цієї церемонії Академія дозволила вихід фільмів у потокових мультимедіа, щоб отримати «Оскар», але при цьому вони повинні мати запланований показ у кінотеатрах[4]. Академія збільшить кількість театрів, що будуть відповідати її вимогам, крім Лос-Анджелеса в інших містах: Нью-Йорк, Чикаго, Маямі, Атланта та затока Бей[5].
- Голосування у попередніх турах за «Найкращий міжнародний фільм» стало доступне для всіх членів Академії, замість волонтерів, як це було раніше[6].
- У фільмах, номінантів до категорії «Найкраща музика до фільму», повинно бути не менше 60 % оригінальної музики, а у франшизах та сиквелах — не менше 80 % нової музики[6].

8 грудня 2020 року Академія визначила Джессі Коллінза, Стейсі Шер та Стівена Содерберга продюсерами церемонії.
У середині березня організатори повідомили про рішення провести церемонію в офлайн форматі, тобто — очно, оскільки «віртуальний формат знецінить всі зусилля». І пообіцяли розгорнути для запрошених та глядачів потужності для оперативного тестування на COVID-19.

## Перебіг церемонії
| Дата                            | Подія                                               |
| Дата не визначена               | Церемонія вручення спеціальних нагород              |
| Понеділок, 1 лютого 2021 року   | Попереднє голосування (початок)                     |
| П'ятниця, 5 лютого 2021 року    | Попереднє голосування (завершення)                  |
| Вівторок, 9 лютого 2021 року    | Оголошення короткого списку «Оскарів»               |
| П'ятниця, 5 березня 2021 року   | Голосування номінацій (початок)                     |
| Середа, 10 березня 2021 року    | Голосування номінацій (завершення)                  |
| Понеділок, 15 березня 2021 року | Оголошення номінантів                               |
| Четвер, 15 квітня 2021 року     | Обід номінантів                                     |
| Четвер, 15 квітня 2021 року     | Початок остаточного голосування                     |
| Субота, 17 квітня 2021 року     | Музейне свято                                       |
| Вівторок, 20 квітня 2021 року   | Завершення остаточного голосування                  |
| Неділя, 25 квітня 2021 року     | Церемонія вручення нагород премії «Оскар»           |
| П'ятниця, 30 квітня 2021 року   | Відкриття музею Академії кінематографічних мистецтв |

Переможці вказуються першими, виділяються жирним шрифтом та відмічені знаком «★»

## Переможці та номінанти
| Найкращий фільм | Найкраща режисерська робота |
| --- | --- |
| - «Земля кочівників» — Френсіс Мак-Дорманд, Пітер Спірс, Ден Джанві, Хлої Чжао ★ - «Батько» — Девід Парфітт, Жан-Луї Ліві, Філіп Каркассонн - «Юда і Чорний Месія» — Шака Кінг, Чарльз Д. Кінг, Раян Куглер - «Манк» — Чен Чаффін, Ерік Рот, Дуглас Урбанскі - «Мінарі» — Крістіна О - «Перспективна дівчина» — Бен Браунінг, Ешлі Фокс, Емеральд Феннелл, Джозі МакНамара - «Звук металу» — Берт Гамелінік, Саша Бен Гаррош - «Суд над чиказькою сімкою» — Марк Платт, Стюарт Бессер | - Хлої Чжао — «Земля кочівників» ★ - Томас Вінтерберг — «Ще по одній» - Девід Фінчер — «Манк» - Лі Ісаак Чун — «Мінарі» - Емеральд Феннелл — «Перспективна дівчина» |
| Найкраща чоловіча роль | Найкраща жіноча роль |
| - Ентоні Гопкінс — «Батько» за роль Ентоні ★ - Різ Ахмед — «Звук металу» за роль Рубена Стоуна - Чедвік Боузман (посмертно) — «Ма Рейні: Мати блюзу» за роль Ліва Ґріна - Ґері Олдмен — «Манк» за роль Германа Манкевича - Стівен Ян — «Мінарі» за роль Джейкоба Ї | - Френсіс Мак-Дорманд — «Земля кочівників» за роль Ферна ★ - Віола Девіс — «Ма Рейні: Мати блюзу» за роль Ма Рейні - Андра Дей — «США проти Біллі Голідей» за роль Біллі Голідей - Ванесса Кірбі — «Фрагменти жінки» за роль Марти Вайс - Кері Малліган — «Перспективна дівчина» за роль Кассандри «Кессі» Томас |
| Найкраща чоловіча роль другого плану | Найкраща жіноча роль другого плану |
| - Деніел Калуя — «Юда і Чорний Месія» за роль Фреда Гемптона ★ - Саша Барон Коен — «Суд над чиказькою сімкою» за роль Еббі Гоффмана - Леслі Одом-молодший — «Одна ніч у Маямі» за роль Сема Кука - Пол Рейсі — «Звук металу» за роль Джо - Лейкіт Стенфілд — «Юда і Чорний Месія» за роль Вільяма О'ніла | - Юн Ю Чжун — «Мінарі» за роль Сун Джа ★ - Марія Бакалова — «Борат 2» за роль Тутар Саґдієвої - Гленн Клоуз — «Сільська елегія» за роль Бонні (Мами) Ванс - Олівія Колман — «Батько» за роль Енн - Аманда Сайфред — «Манк» за роль Меріон Дейвіс |
| Найкращий оригінальний сценарій | Найкращий адаптований сценарій |
| - «Перспективна дівчина» — Еміралд Фіннелл ★ - «Мінарі» — Лі Ісаак Чун - «Юда і Чорний Месія» — Вілл Берсон, Шака Кінг - «Звук металу» — Даріус Мардер, Абрагам Мардер - «Суд над чиказькою сімкою» — Аарон Соркін | - «Батько» — Крістофер Гемптон, Флоріан Зеллер за однойменною п'єсою Флоріана Зеллера ★ - «Борат 2» — Саша Барон Коен, Ентоні Хайнс, Ден Свімер, Пітер Бейнхем, Еріка Рівіноя, Ден Мейзер, Джена Фрідмен, Лі Керн, Ніна Педрад за персонажем «Бората Саґдієва», створеного Сашою Барон Коеном - «Земля кочівників» — Хлої Чжао за однойменним романом Джессіки Брудер - «Одна ніч у Маямі» — Кемп Пауерс за однойменною п'єсою Кемпа Пауерса - «Білий тигр» — Рамін Бахрані за однойменним романом Аравінда Адіги                                           |
| Найкращий анімаційний повнометражний фільм | Найкращий міжнародний художній фільм |
| - «Душа» — Піт Доктер, Дана Мюррей ★ - «Уперед» — Ден Скенлон, Корі Рей - «Подорож на Місяць» — Глен Кін, Джинні Рін, Пейлін Чоу - «Баранчик Шон: Фермагеддон» — Річард Фелан, Вілл Бехер, Пол Кьюлі - «Вовча варта» — Томм Мур, Росс Стюарт, Пол Янг, Стефан Роланс | - «Ще по одній», реж. Томас Вінтерберг ★ - «Колектив», реж. Александер Нанау - «Куди ти йдеш, Аїдо», реж. Ясміла Жбанич - «Краща пора», реж. Дерек Цан - «Людина, яка продала свою шкіру», реж. Каутер Бен Ханія |
| Найкращий документальний повнометражний фільм | Найкращий документальний короткометражний фільм |
| - «Мій учитель — восьминіг» — Піппа Ерліх, Джеймс Рід, Крейг Фостер ★ - «Колектив» — Александер Нанау, Біанка Оана - «Табір калік» — Ніколь Ньюнхам, Джим ЛеБрехт, Сара Болдер - «Агент кротів» — Майте Альберді, Марчела Сантібаньєз - «Час» — Гаррет Бредлі, Лорен Доміно, Келлен Квінн | - «Колетт» — Ентоні Джаккіно, Еліс Доярд ★ - «Концерт — це розмова» — Бен Праудфут, Кріс Бауерс - «Не розділяти» — Андерс Гаммер, Шарлотта Кук - «Голодна палата» — Скай Фіцджеральд, Майкл Шуеєрмен - «Пісня про кохання для Латаші» — Софія Налі Еллісон, Дженіс Дункан |
| Найкращий ігровий короткометражний фільм | Найкращий анімаційний короткометражний фільм |
| - «Двоє далеких незнайомців» — Тревон Фрі, Мартін Дезмонд Роу ★ - «Почуття наскрізь» — Даг Роланд, Суса Руженскі - «Кімната для листів» — Ельвіра Лінд, Софія Сондерван - «Подарунок» — Фара Набулсі - «Біле око» — Томер Шушан, Шіра Хокман | - «Якщо щось трапиться, я тебе люблю» — Вілл МакКормак, Майкл Гов'є ★ - «Нора» — Меделін Шарафян, Майкл Капбарат - «Геніальні локуси» — Адріян Меріжу, Аморі Овіз - «Опера» — Ерік О - «Так-люди» — Гіслі Даррі Хальдорссон, Арнар Гуннарссон |
| Найкраща робота художника-постановника | Найкраща операторська робота |
| - «Манк» — Дональд Грем Берт, Жан Паскаль ★ - «Батько» — Пітер Франціс, Кеті Фізерстоун - «Ма Рейні: Мати блюзу» — Марк Рікер, Карен О'Хара, Діана Стафтон - «Новини з усього світу» — Девід Кренк, Елізабет Кінан - "Тенет" — Нейатан Кроулі, Кеті Лукас | - «Манк» — Ерік Мессершмідт ★ - «Земля кочівників» — Джошуа Джеймс Річардс - «Новини з усього світу» — Даріуш Вольський - «Суд над чиказькою сімкою» — Фідон Папамайкл - «Юда і Чорний Месія» — Шон Боббітт |
| Дизайн костюмів | Найкращий грим та зачіски |
| - «Ма Рейні: Мати блюзу» — Енн Рот ★ - «Емма» — Александра Бірн - «Манк» — Тріш Саммервілль - «Мулан» — Біна Дейджелер - «Пригоди Піноккіо» — Массімо Кантіні Парріні | - «Ма Рейні: Мати блюзу» — Матікі Енофф, Міа Ніл, Ларрі М. Черрі ★ - «Емма» — Марез Ланґан, Лаура Аллен, Клаудія Штольце - «Сільська елегія» — Ерін Крюгер Мекаш, Патрісія Дехані, Метью Манґл - «Манк» — Кімберлі Спітері, Джиджи Вільямс - «Пригоди Піноккіо» — Далія Коллі, Анна Кібер, Себастьян Локменн, Стівен Мерфі |
| Найкраща музика до фільму | Найкраща пісня до фільму |
| - «Душа» — Трент Резнор, Аттікус Росс, Жон Батіст ★ - «П'ятеро однієї крові» — Теренс Бланшар - «Манк» — Трент Резнор, Аттікус Росс - «Мінарі» — Еміль Моссері - «Новини з усього світу» — Джеймс Ньютон Говард | - Fight for You — «Юда і Чорний Месія» — музика: H.E.R, Дернст «D'Mile» Еміль II, слова: H.E.R, Тіара Томас ★ - Speak Now — «Одна ніч у Маямі» — музика і слова: Леслі Одом-молодший, Сем Ешворт - Io Sì (Seen) — «Життя попереду» — музика: Дайан Уоррен, слова: Дайан Уоррен, Лаура Паусіні - Husavik (My Hometown) — «Пісенний конкурс Євробачення: Історія вогненної саги» — музика і слова: Саван Котеча, Fat Max Gsus, Рікард Йоранссон - Hear My Voice — «Суд над чиказькою сімкою» — музика: Деніел Пембертон, слова: Деніел Пембертон, Селест Уейт |
| Найкращий звук | Найкращий монтаж |
| - «Звук металу» — Ніколас Беккер, Хайме Бакшт, Мішель Куттоленк, Карлос Кортес, Філіп Блед ★ - «Грейхаунд» — Воррен Шоу, Майкл Мінклер, Бо Бордерс, Девід Вайман - «Манк» — Рен Клайс, Джеремі Молод, Девід Паркер, Нейтан Нанс, Дрю Кунін - «Новини з усього світу» — Олівер Тарні, Майк Прествуд Сміт, Вільям Міллер, Джон Прітчетт - «Душа» — Рен Клайс, Коя Елліот, Девід Паркер                                                                                                  | - «Звук металу» — Міккель Є. Г. Нільсен ★ - «Батько» — Йоргос Лампрінос - «Земля кочівників» — Хлої Чжао - «Перспективна дівчина» — Фредерік Тораваль - «Суд над чиказькою сімкою» — Алан Баумґартен |
| Найкращі візуальні ефекти | |
| - «Тенет» — Ендрю Джексон, Девід Лі, Ендрю Локлі, Скотт Фішер ★ - «Любов і монстри» — Метт Слоун, Женев'єв Камайєрі, Метт Еверітт, Браян Кокс - «Опівнічне небо» — Метью Касмір, Крістофер Лоуренс, Макс Соломон, Девід Воткінс - «Мулан» — Шон Фейден, Андерс Ленґлендс, Сет Морі, Стівен Інґрем - «Айван, єдиний і неповторний» — Нік Девіс, Грег Фішер, Бен Джонс, Сантьяго Коломо Мартінес                                                                                        | |

## Фільми з кількома номінаціями та нагородами
На премії «Оскара» фільми отримали номінації.
| Номінації | Фільм                      | Нагороди |
| --------- | -------------------------- | -------- |
| 10        | «Манк»                     | 2        |
| 6         | «Земля кочівників»         | 3        |
| 6         | «Батько»                   | 2        |
| 6         | «Звук металу»              | 2        |
| 6         | «Юда і Чорний Месія»       | 2        |
| 6         | «Мінарі»                   | 1        |
| 6         | «Суд над чиказькою сімкою» | —        |
| 5         | «Ма Рейні: мати блюзу»     | 2        |
| 5         | «Перспективна дівчина»     | 1        |
| 4         | «Новини з усього світу»    | —        |
| 3         | «Душа»                     | 2        |
| 3         | «Одна ніч у Маямі»         | —        |
| 2         | «Тенет»                    | 1        |
| 2         | «Ще по одній»              | 1        |
| 2         | «Борат 2»                  | —        |
| 2         | «Емма»                     | —        |
| 2         | «Колектив»                 | —        |
| 2         | «Мулан»                    | —        |
| 2         | «Пригоди Піноккіо»         | —        |
| 2         | «Сільська елегія»          | —        |

## Спеціальні відзнаки
14 січня 2020 року АКМН оголосила, що нагороду імені Джина Гершолта отримали Тайлер Перрі та Motion Picture & Television Fund. Її вручать на 93-му Оскарі 25 квітня 2021 року.
| Нагорода імені Джина Гершолта «За його активну участь у благодійності та благодійних заходах, включаючи допомогу щодо подолання бездомності та економічних труднощів, з якими стикаються члени суспільства.» |   | Тайлер Перрі американський актор, режисер, продюсер і сценарист,                                                                   |
| Нагорода імені Джина Гершолта «За емоційну та фінансову допомогу, яку вона надає представникам індустрії розваг.»                                                                                            | — | Motion Picture & Television Fund благодійна організація, що допомагає особам з обмеженими ресурсами, які працюють у кіноіндустрії, |

## Додаткові ведучі
Особи, що вручали нагороди на церемонії. Вказані за порядком появи.
| Ім'я та прізвище          | Роль |
| ------------------------- | --- |
| Реджина Кінг              | ведуча нагороджень за «Найкращий оригінальний сценарій» та «Найкращий адаптований сценарій»                                 |
| Лора Дерн                 | ведуча нагороджень за «Найкращий міжнародний художній фільм» та «Найкращу чоловічу роль другого плану»                      |
| Дон Чідл                  | ведучий нагороджень за «Найкращий грим та зачіски» та «Найкращий дизайн костюмів»                                           |
| Браян Кренстон            | ведучий «Нагороди імені Джина Гершолта»                                                                                     |
| Пон Чжун Хо Шарон Чой     | ведучі нагородження за «Найкращу режисерську роботу»                                                                        |
| Різ Ахмед                 | ведучий нагороджень за «Найкращий звук» та «Найкращий ігровий короткометражний фільм»                                       |
| Різ Візерспун             | ведуча нагороджень за «Найкращий анімаційний короткометражний фільм» та «Найкращий анімаційний повнометражний фільм»        |
| Марлі Матлін Джек Джейсон | ведучі нагородження за «Найкращий документальний короткометражний фільм» та «Найкращий документальний повнометражний фільм» |
| Стівен Ян                 | ведучий нагородження за «Найкращі візуальні ефекти»                                                                         |
| Бред Пітт                 | ведучий нагородження за «Найкращу жіночу роль другого плану»                                                                |
| Геллі Беррі               | ведуча нагороджень за «Найкращу роботу художника-постановника» та «Найкращу операторську роботу»                            |
| Гаррісон Форд             | ведучий нагородження за «Найкращий монтаж»                                                                                  |
| Віола Девіс               | ведуча «Нагороди імені Джина Гершолта»                                                                                      |
| Зендея                    | ведуча нагороджень за «Найкращу музику до фільму» та «Найкращу пісню до фільму»                                             |
| Анджела Бассетт           | ведуча сегменту «В пам'яті»                                                                                                 |
| Ріта Морено               | ведуча нагородження за «Найкращий фільм»                                                                                    |
| Рене Зеллвегер            | ведуча нагородження за «Найкращу жіночу роль»                                                                               |
| Хоакін Фенікс             | ведучий нагородження за «Найкращу чоловічу роль»                                                                            |

## Виконавці
Виступи номінантів на найкращу оригінальну пісню було показано протягом шоу «Оскар: У центрі уваги». Чотири виступи було знято на терасі на даху Музею кінофільмів Академії, а тоді виступ «Husavik» — у місті Гусавік (Ісландія).
| Ім'я                | Роль              | Виконання                                                          |
| ------------------- | ----------------- | ------------------------------------------------------------------ |
| Questlove           | Музичний керівник |                                                                    |
| Molly Sandén        | Виконавиця        | «Husavik» — «Пісенний конкурс Євробачення: Історія вогненної саги» |
| Лаура Паузіні       | Виконавиця        | «Io Sì (Seen)» — «Життя попереду»                                  |
| Celeste             | Виконавиця        | «Hear My Voice» — «Суд над чиказькою сімкою»                       |
| Леслі Одом-молодший | Виконавець        | «Speak Now» — «Одна ніч у Маямі»                                   |
| H.E.R               | Виконавиця        | «Fight for You» — «Юда і Чорний Месія»                             |

## «В пам'яті»
Щорічний сегмент «В пам'яті» (лат. In Memoriam) представила Ріта Морено. Було показано відео, протягом якого звучала пісня Стіві Вандера — «As».
- Сіселі Тайсон — американська акторка
- Ієн Голм — британський актор
- Макс фон Сюдов — шведський актор
- Клоріс Лічмен — американська акторка
- Яфет Котто — американський актор
- Джоель Шумахер — американський кінорежисер, сценарист та продюсер
- Бертран Таверньє — французький кінорежисер, сценарист, продюсер і актор
- Жан-Клод Карр'єр — французький сценарист, драматург, письменник, актор
- Олівія де Гевіленд — американська акторка
- Ірфан Хан — індійський актор
- Майкл Ептед — британський і американський режисер, сценарист та продюсер